# Języki amto-musańskie
Języki amto-musańskie – mała rodzina języków papuaskich z prowincji Sandaun w Papui-Nowej Gwinei. Obejmuje dwa języki: amto i musian (siawi).